# Wilhelm Grimmelmann
Herman Johan Wilhelm Grimmelmann (Asendorf, Baixa Saxònia, Alemanya, 15 de gener de 1893 – West Haven, Connecticut, 8 de desembre de 1958) va ser un gimnasta artístic danès que va competir a començaments del segle xx.
El 1912 va prendre part en els Jocs Olímpics d'Estocolm, on va guanyar la medalla de bronze en el Concurs per equips, sistema lliure del programa de gimnàstica.